# Gazipaşa
Gazipaşa egy török város az Anatóliai-öböl partján, 30 km-re  Alanya-tól, 180 km-re Antalyától. Régi neve Selinus (Selinti).

## Történelme
A kikötővárost i. e. 678-ban alapították, előbb görög majd római fennhatóság alatt állt. Az időszámítás utáni 1. században itt halt meg Traianus római császár, halála után egy ideig a  várost Traianapolisnak is nevezték.
1221-1225 között került szeldzsuk török kézre, amikor I. Aladdin Keykubat szultán meghódította az Alanyától Silifkéig húzódó területet. 
1471-ben Gedik Ahmet Paşa jóvoltából az Oszmán Birodalomhoz csatolták. A városnak 1922-ben Mustafa Kemal Atatürk adta a Gazipaşa nevet, a Nagy Honvédő Háborúban mutatott hősiességéért. (A "gazi" szó jelentése "hős")

## Gazdasága
A város híres banán- és narancstermeléséről, jelentős a turizmusa is. Saját repülőtérrel rendelkezik, de ennek kifutópályája a nemzetközi járatok fogadásához rövid.